# Himmel, der nirgendwo endet
Himmel, der nirgendwo endet ist ein Kindheitsroman der österreichischen Schriftstellerin Marlen Haushofer, der zuerst 1966 beim Sigbert-Mohn-Verlag, in Gütersloh, erschien.

## Inhalt

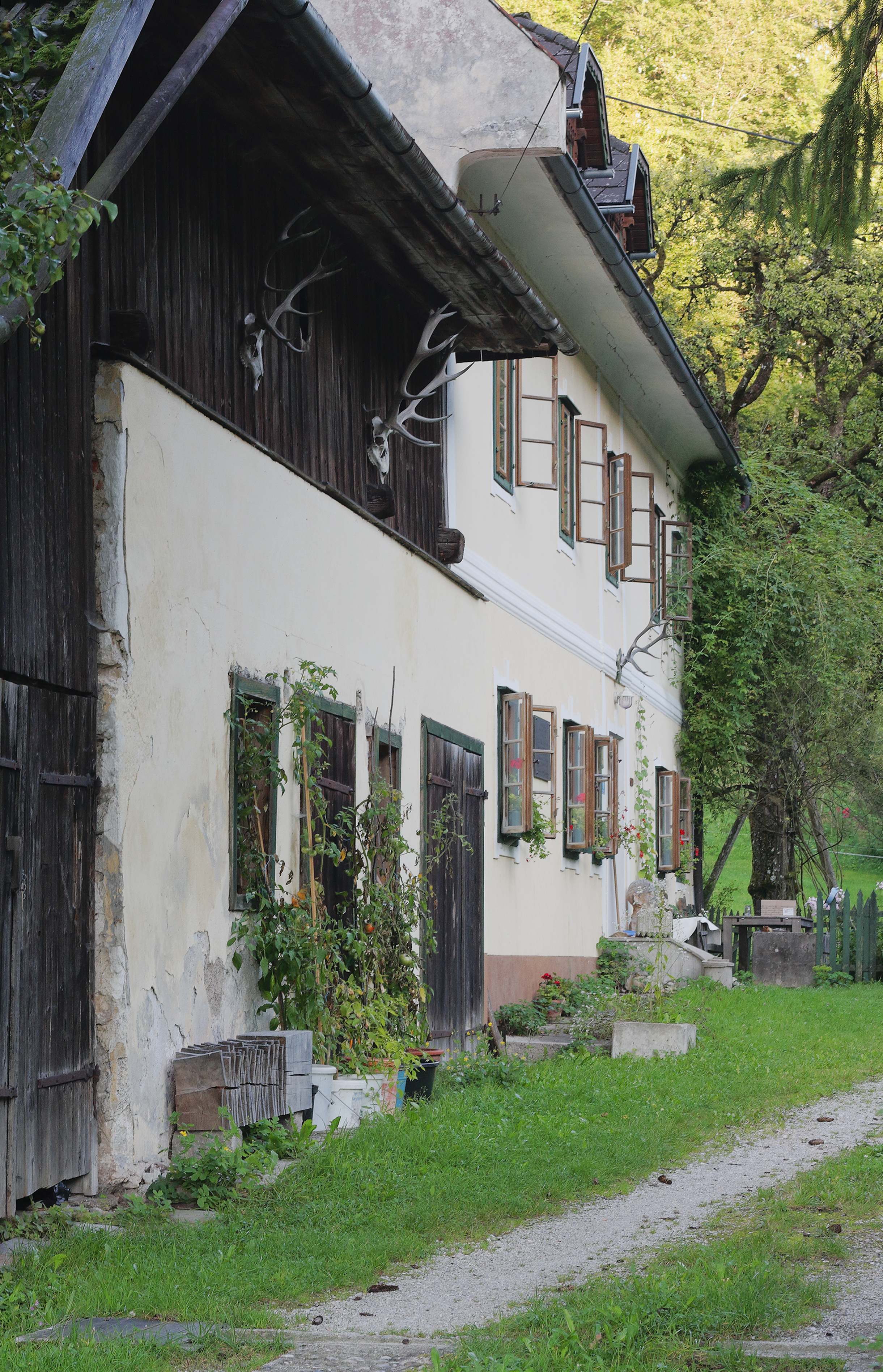
Forsthaus Effertsbach: Das Geburts- und Kindheitshaus Marlen Haushofers in Frauenstein (Gemeinde Molln)

Der stark autobiografisch gefärbte Text beschreibt die entscheidenden Jahre eines heranwachsenden Mädchens, ausgehend von der magischen Weltsicht des Kleinkindes, bis zur beginnenden Pubertät. Das Milieu bestimmt vor allem der Widerspruch zwischen ländlicher Umgebung – der Vater ist Revierförster – und aristokratischer Gäste, die den Sommer im Forsthaus verbringen.
Das titelgebende Motiv erscheint zu Beginn des Textes als: „... und das Fleckchen Himmel, eine tiefblaue Gasse, die nirgendwo endet.“ Dieses „Fleckchen Himmel“ ist das einzige Stück Außenwelt, das das zweieinhalbjährige Mädchen Meta vom Grund eines alten Regenfasses erkennt, in das es strafweise gesetzt wurde.
Haushofer beschreibt zuerst die Versuche des kleinen Mädchens sich die als überwältigend empfundene Außenwelt nicht nur seelisch, sondern geradezu körperlich einzuverleiben, etwa: „Im Frühsommer entbrennt sie in wilder Liebe zu den Pfingstrosen und zittert vor Begierde, die roten Blätter zusammenzudrücken und zu zerbeißen.“ Jedoch führt Haushofer bereits auf Seite 15 das Motiv der Wand ein, das die Entfremdung zwischen Mutter und Tochter zeigt. Der Mutter ist Meta viel zu jungenhaft und das Kind schätzt wesentlich mehr den Umgang mit gleichaltrigen Buben sowie dem Geschichten erzählenden Vater, der ihr schon früh, gegen den Widerstand der Mutter, die Welt der literarischen „Klassiker“ eröffnet. Die ehrgeizige Mutter besteht schließlich, gegen den Willen des Vaters, auf den Eintritt des Mädchens in ein klösterliches Internat. Dies bedeutet den größten (späten) Einschnitt, denn die bisherige Freiheit des ländlichen Lebens wird hier durch unerbittliche Disziplin ersetzt. Hier endet die Kindheit vorzeitig und Meta fügt sich – scheinbar – ins Unabänderliche. Gegen Ende des Romans betrachtet sie eine bluttrinkende Bremse: „Ein winziger Blutstropfen steht auf Metas Haut, und die kleine Wunde brennt gar nicht. Man muß die Bremsen nur ruhig ihre Mahlzeit trinken lassen, dann tun sie nicht weh.“

## Gliederung
Haushofer verzichtet in dem 1966 erschienenen Roman auf durchgehende Handlung, sondern setzt locker chronologisch angeordnete Episoden; so gleicht der Text eher einem Bericht. Ähnlich verfuhr die Autorin bereits im zuvor erschienenen Roman Die Wand.

## Hintergrund
Der Roman entstand in Anschluss an Die Wand. Sie schrieb darüber an Hans Weigel, der ihr zu diesem Thema geraten hatte: „Du hast ganz recht; ich muß wieder ganz von vorne anfangen, bei den Kindern, denn wollte ich in der Richtung Wand weiterschreiben kämen die Toten an die Reihe.“ Nach Weigel ist Himmel, der nirgendwo endet eine „Ausarbeitung der frühen Skizze Das fünfte Jahr“. 
Nachdem der Roman im Sommer 1965 von Sigbert Mohn angenommen wurde, schlug Haushofer erst die Titel Ausgrabungen und Der große Sture Mure ist tot vor. Der erste Vorschlag erschien dem Verleger zu düster und der zweite erinnerte ihn zu sehr an Adalbert Stifter.
Auf die Frage ihrer Freundin und Kollegin Dora Dunkl, welcher ihrer eigenen Texte ihr am besten gefalle, antwortete Haushofer, dass sie im Grunde nur am Schreiben interessiert sei und sich nicht um fertige Texte kümmere. Nur der Roman Himmel, der nirgendwo endet sei eine Ausnahme. Sie lese zwar auch ihn nicht wieder, aber sie habe ein Stück Vergangenheit festgehalten und denke manchmal daran.

## Ausgaben
- Himmel, der nirgendwo endet. (Erstausgabe) Sigbert Mohn Verlag, Gütersloh 1966, DNB 456926577.
- Himmel, der nirgendwo endet. Claassen Verlag, Hildesheim 1984, ISBN 3-546-44185-0.
- Himmel, der nirgendwo endet (bebilderte Sonderausgabe von Bronislava von Podewils), Panima Verlag, Karlsruhe 2023, ISBN 978-3-9820126-4-3.